# Lepidolith

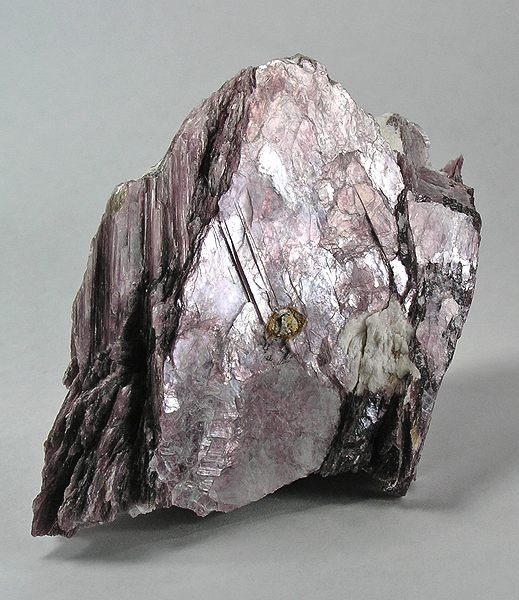
Rosafarbener, blättriger Lepidolith (Größe: 14,5 × 10,6 × 6,7 cm) aus Minas Gerais, Brasilien

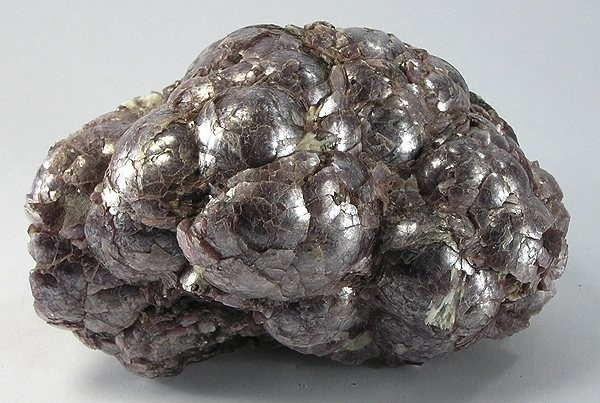
Lavendelfarbiger, traubiger Lepidolith (Größe: 11,8 × 7,2 × 6,9 cm) aus Minas Gerais, Brasilien

Lepidolith ist die Bezeichnung für einen eher selten vorkommenden, nicht näher bestimmten Mischkristall aus der Mineral-Reihe Polylithionit – Trilithionit innerhalb der Gruppe der Glimmer mit der allgemeinen chemischen Zusammensetzung K(Li,Al)3[(F,OH)2|(Si,Al)4O10].
Lepidolith entwickelt überwiegend weiße, grauviolette bis rosafarbene Mineral-Aggregate in Form eng aufeinanderliegender, schuppiger, blättriger Kristalltäfelchen oder kugeliger, traubiger Sphärolithe, die auf den Spaltflächen einen hellen Perlmuttglanz zeigten. Die rosa Farbe wird durch einen geringen Gehalt an Mn2+ verursacht. In Pegmatitgängen findet man an verschiedenen Fundstellen Lithiumpegmatit, in welchem kleinste Lepidolithglimmer mit typischer Färbung von hellrosa bis dunkelrot (< 1 mm) zu sehen sind. Gelegentlich findet sich auch weißer Lithiumpegmatit, der (nebst dem Glimmereffekt) durch die Anwesenheit von Rubidium nachweisbar ist. 
Die Minerale Phlogopit und vor allem Muskovit sehen dem Lepidolith sehr ähnlich. Sie werden daher gelegentlich irreführend mit dem Synonym Lepidolith belegt.

## Etymologie und Geschichte
Ursprünglich erhielt der Glimmer durch seinen Entdecker Nicolaus Poda von Neuhaus den Namen Lilalith (Lilastein). Dieser Name wurde allerdings durch Martin Heinrich Klaproth als eine eher scherzhafte Bezeichnung kritisiert und nicht tragbar in der Fachwelt empfunden, da Farbbezeichnungen als Gattungsname ungeeignet wären und das Wort zudem ein Hybrid mit arabischem (lila = 'Flieder' oder 'fliederfarben') und griechischen Bestandteil sei. Er benannte ihn daher in Lepidolith um, nach den griechischen Wörtern λεπιδιον lepidion für „schuppig“ und lithos für λίθος lithos = „Stein“. Zusammengesetzt hat der Name also die Bedeutung „schuppiger Stein“ oder auch „Schuppenstein“.
Robert Bunsen und Gustav Kirchhoff entdeckten 1861 spektroskopisch das Alkalimetall Rubidium, das als Ersatz für einen kleinen Teil des Kaliums im Lepidolith  vorkommt.

## Kristallstruktur
Lepidolith kristallisiert polytyp in monokliner Symmetrie, die als Lepidolith-1M, Lepidolith-2M1, Lepidolith-2M2 und Lepidolith-3M2 bezeichnet werden sowie in trigonaler Symmetrie mit der Bezeichnung Lepidolith-3T.
| Polytyp        | Kristallsystem | Raumgruppe                           | Gitterparameter und Formeleinheiten pro Elementarzelle (Z)     |
| -------------- | -------------- | ------------------------------------ | -------------------------------------------------------------- |
| Lepidolith-1M  | monoklin       | C2/m (Nr. 12)                        | a = 5,21 Å; b = 9,01 Å; c = 10,15 Å und β = 100,8° sowie Z = 2 |
| Lepidolith-2M1 | monoklin       | C2/c (Nr. 15)                        | a = 5,20 Å; b = 9,03 Å; c = 19,97 Å und β = 95,4° sowie Z = 4  |
| Lepidolith-2M2 | monoklin       | C2/c (Nr. 15)                        | a = 9,02 Å; b = 5,20 Å; c = 20,17 Å und β = 99,5° sowie Z = 4  |
| Lepidolith-3M2 | monoklin       | C2 (Nr. 5)                           | a = 5,24 Å; b = 9,07 Å; c = 59,76 Å und β = 92,6° sowie Z = 12 |
| Lepidolith-3T  | trigonal       | P3112 (Nr. 151) oder P3212 (Nr. 153) | a = 5,20 Å und c = 29,76 Å sowie Z = 3                         |

## Eigenschaften
Einige Lepidolithproben weisen Tribolumineszenz auf.

## Bildung und Fundorte

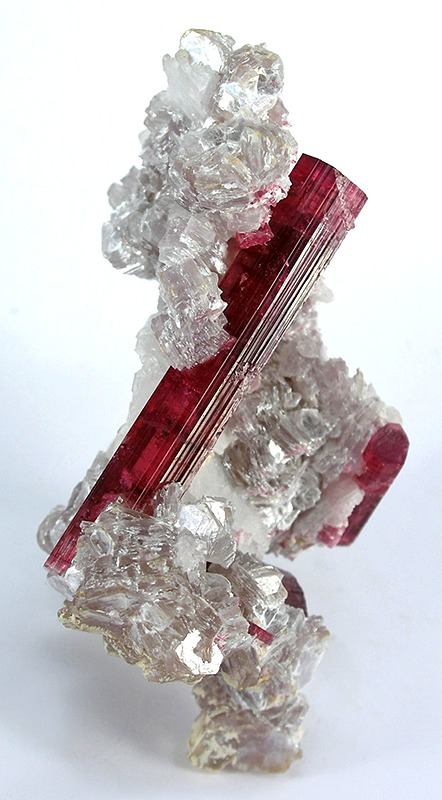
Elbait-Varietät Rubellit von Lepidolith umwachsen

Lepidolithe bildet sich vorwiegend durch hydrothermale Vorgänge in Granitpegmatiten. Er kommt seltener als die Minerale Spodumen und der Turmalingruppe sowie deren Varietäten vor, tritt aber in der Natur meist in Paragenese mit diesen auf. Weitere Paragenesen sind unter anderem Quarz, Petalit und verschiedene Feldspate, aber auch Erzminerale wie Kassiterit und Tantalit-(Mn).
Weltweit konnte Lepidolit bisher (Stand: 2010) an fast 550 Fundorten nachgewiesen werden, so unter anderem in Afghanistan, Algerien, der Antarktis, Argentinien, Äthiopien, Australien, Belgien, Bolivien, Brasilien, China, Deutschland, Finnland, Frankreich, Französisch-Guayana, Grönland, Italien, Japan, Kanada, Kasachstan, Nord- und Südkorea, Madagaskar, Mazedonien, Mexiko, Mongolei, Mosambik, Myanmar, Namibia, Nepal, Norwegen, Österreich, Pakistan, Portugal, Russland, Sambia, Schweden, Schweiz, Simbabwe, Spanien, Slowakei, Eswatini, Tadschikistan, Thailand, Tschechien, Türkei, Usbekistan, im Vereinigten Königreich (Großbritannien), in den Vereinigten Staaten von Amerika (USA) und in Vietnam.

## Verwendung
Aufgrund seines hohen Lithiumanteiles wird Lepidolith als Erz zur Gewinnung von Lithium genutzt.
Als Dekorationselement finden Lepidolithsteine auch in der Aquaristik Verwendung.